# Mikhail Mamleev

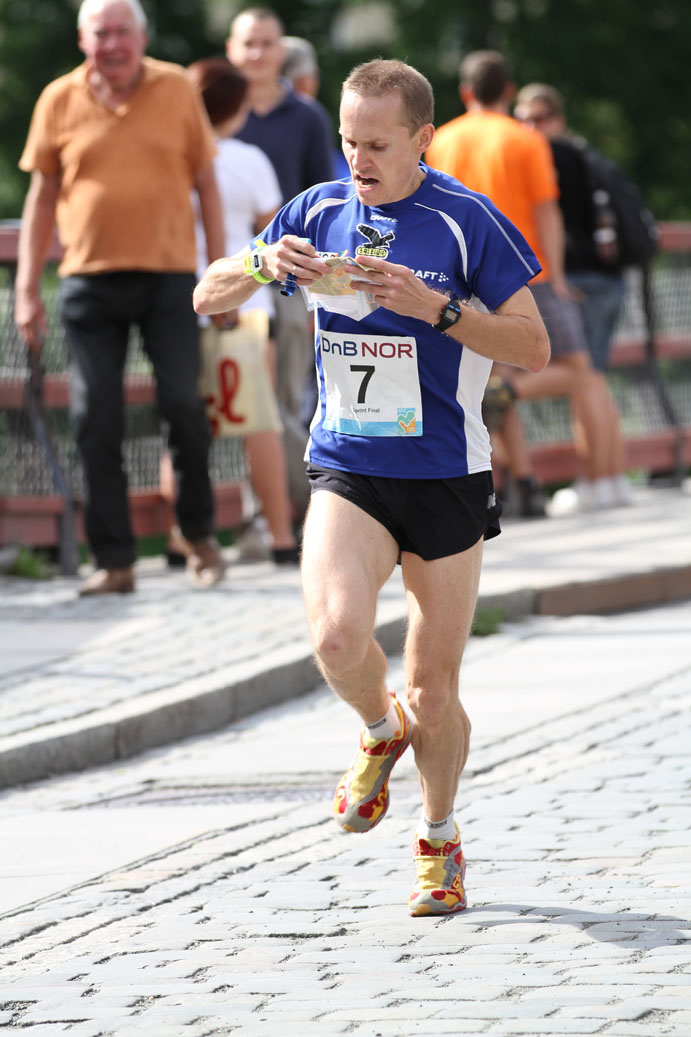
Mikhail Mamleev (2010)

Mikhail „Misha“ Mamleev (auch Michail Mamlejew, russisch Михаил Мамлеев; * 4. September 1975 in Pessotschnoje, Oblast Leningrad) ist ein russischer Orientierungsläufer, der seit 2006 die italienische Staatsbürgerschaft besitzt und seitdem für Italien aktiv ist.
Mamleev gewann mit der russischen Staffel 1994 in Polen die Junioren-Weltmeisterschaft. 1995 gewann er Silber und Bronze bei den Junioren-Weltmeisterschaften in Dänemark. Zwei Jahre danach startete Mamleev erstmals bei einer Herren-Weltmeisterschaft. Seine erste Top-10-Platzierung in einem Einzelwettkampf erreichte er bei den Weltmeisterschaften 2001 in Tampere, als er Sechster im Sprint wurde. 2002 gewann er die Europameisterschaft auf der Mitteldistanz, die Weltcupsaison 2002 beendete er auf dem zweiten Rang hinter dem Norweger Bjørnar Valstad. 2004 in Schweden wurde er gemeinsam mit Andrei Chramow und Walentin Nowikow in der russischen Staffel Vizeweltmeister. Im Frühling 2004 ehelichte er außerdem die Südtirolerin Sabine Rottensteiner – eine ehemalige Orientierungsläuferin – und zog deshalb nun nach Italien. Mamleev entschied sich auch, fortan für Italien starten zu wollen. Als er im Sommer 2006 den italienischen Pass erhielt, startete er bei den Weltmeisterschaften 2006 in Dänemark erstmals für Italien. 2009 bei den Weltmeisterschaften im ungarischen Miskolc wurde er Dritter auf der Langdistanz hinter dem Sieger Daniel Hubmann aus der Schweiz und dem Franzosen Thierry Gueorgiou. Damit gewann er die erste Medaille bei einer Orientierungslauf-Weltmeisterschaft für Italien. Allerdings wurde die Medaille von Protesten begleitet. Die finnische Delegation reichte einen offiziellen Protest ein, da Mamleev dem vier Minuten nach ihm gestarteten Daniel Hubmann nach der Überholung nachgelaufen sein soll. Der Protest wurde schließlich mit zwei zu drei Stimmen abgelehnt.
Mamleev startet auch bei Bergläufen, Langstrecken- und Marathonveranstaltungen. Er ist Mitglied beim SC Meran, bei internationalen Orientierungsläufen wie etwa der Jukola startet er für den schwedischen Klub OK Orion. Für Orion startend gewann er 2003 die schwedische Meisterschaft auf der Langdistanz.

## Platzierungen
| Weltmeisterschaften | Sprint | Mittel | Lang | Staffel |
| ------------------- | ------ | ------ | ---- | ------- |
| 1997 Grimstad       |        | 49.    |      | 4.      |
| 1999 Inverness      |        | 27.    | 22.  |         |
| 2001 Tampere        | 6.     | 23.    | 28.  | 4.      |
| 2003 Rapperswil     | 5.     |        | 5.   | 5.      |
| 2004 Västerås       | 15.    | 21.    |      | 2.      |
| 2006 Aarhus         |        | 8.     | 12.  | 13.     |
| 2007 Kiew           | 8.     | n.q.   | 8.   | 12.     |
| 2008 Olomouc        | 32.    | 10.    | 17.  | 13.     |
| 2009 Miskolc        |        | 10.    | 3.   | 8.      |
| 2010 Trondheim      | 28.    | nq     | 23.  | 18.     |
| 2011 Savoie         |        | 42.    | 16.  |         |
| 2012 Lausanne       |        | 30.    | 13.  | 11.     |
| 2013 Vuokatti       |        | 32.    | 35.  | 13.     |

| Europameisterschaften | Sprint | Mittel | Lang | Staffel |
| --------------------- | ------ | ------ | ---- | ------- |
| 2000 Truskawetz       |        | 19.    | 23.  |         |
| 2002 Sümeg            | 5.     | 1.     |      | 6.      |
| 2004 Roskilde         | 17.    | 12.    |      | 5.      |
| 2010 Primorsko        |        | 30.    | dsq  | 8.      |
| 2012 Falun            | n.q.   | 25.    | 19.  | 16.     |

| Gesamt-Weltcup | Gesamt-Weltcup |
| -------------- | -------------- |
| 1998           | 23.            |
| 2000           | 17.            |
| 2002           | 2.             |
| 2004           | 32.            |
| 2005           | 26.            |
| 2006           | 46.            |
| 2007           | 55.            |
| 2008           | 57.            |
| 2009           | 17.            |
| 2010           | 57.            |
| 2011           | 71.            |
| 2012           | 47.            |
| 2013           | 94.            |